# Johnny Moss
Johnny Moss (ur. 14 maja 1907, zm. 16 grudnia 1995) – amerykański pokerzysta zawodowy.

## Nauka gry
Moss urodził się w Marshall w Teksasie w 1907 roku i dorastał w Dallas, gdzie nauczył się grać jako młody chłopiec. „Pomogła mu w tym” miejscowa grupa oszustów, którzy nauczyli go szulerstwa, ale Moss nie używał tej wiedzy do swoich celów. Jako nastolatek został zatrudniony przez miejscowy salon gier do pilnowania, czy gry są sprawiedliwe i uczciwe. W czasie wolnym uczył się od uczciwych grających strategii gry w pokera.

## World Series of Poker
20 lat przed pierwszym WSOP Moss stoczył pojedynek jeden na jednego z Nickiem Dandalosem, zwanym Nick the Greek. Grę zorganizował Benny Binion, właściciel Binion's Horseshoe casino. Obydwaj byli w tamtym czasie uznawani za najlepszych pokerzystów na świecie, toteż wielu uważa ten pojedynek za pierwszy, nieoficjalny turniej World Series of Poker. Po pięciu miesiącach pokerowego maratonu zwycięstwo odniósł Moss. Wtedy też Nick the Greek powiedział „Panie Moss, muszę pozwolić ci odejść.”.
Moss zwyciężył w turnieju głównym podczas WSOP w 1970, 1971 oraz 1974 roku. Triumfatorem pierwszego turnieju został poprzez głosowanie. Uczestniczył w każdym WSOP począwszy od 1970 do 1995 roku. Zdobył 9 bransoletek, lepsi od niego są tylko Johnny Chan, Doyle Brunson, Phil Ivey (po 10) oraz Phil Hellmuth (14). W ciągu swojej kariery wygrał $824,922. W 1979 został włączony do Poker Hall of Fame.

### Bransoletki World Series of Poker
| Rok  | Turniej                                     | Wygrana (USD) |
| ---- | ------------------------------------------- | ------------- |
| 1970 | World Series of Poker Championship          | n/a           |
| 1971 | $5,000 No Limit Hold’em World Championship  | $30,000       |
| 1971 | Limit Ace to 5 Draw                         | $10,000       |
| 1974 | $10,000 No Limit Hold’em World Championship | $160,000      |
| 1975 | $1,000 Seven Card Stud                      | $44,000       |
| 1976 | $500 Seven Card Stud                        | $13,000       |
| 1979 | $5,000 Seven Card Stud                      | $48,000       |
| 1981 | $1,000 Seven Card Stud Hi-Lo                | $33,500       |
| 1988 | $1,500 Ace to Five Draw                     | $116,400      |